# The Simpsons (20.ª temporada)
A vigésima temporada de The Simpsons foi ao ar na FOX entre 28 de setembro de 2008 e 17 de maio de 2009. Com esta temporada, The Simpsons empatou com Gunsmoke como o programa do horário nobre da televisão estadunidense de maior duração em termos de número total de temporadas.

## Produção
A vigésima temporada contém vinte e um episódios da linha de produção KABF, da temporada anterior.
A produção desta temporada foi atrasada devido às negociações contratuais com os seis atores responsáveis pelas vozes dos principais personagens. A disputa foi resolvida e o salário dos atores foi elevado para 400 mil dólares por episódio. O atraso na produção fez com que os 22 episódios planejados para a temporada fossem reduzidos para 21. Como resultado das negociações, o ator Dan Castellaneta passou a aparecer nos créditos também como produtor consultivo.
The Simpsons começou a ser produzido em alta definição a partir da vigésima temporada. O primeiro episódio em alta definição, "Take My Life, Please", foi transmitido originalmente no dia 15 de fevereiro de 2009 nos Estados Unidos, junto com uma nova sequência de abertura. A frase escrita por Bart no quadro negro faz uma referência ao novo modelo de produção do seriado: "HDTV vale cada centavo."

### 20oaniversário
Em 2009, para comemorar o vigésimo aniversário de The Simpsons, a FOX anunciou que uma celebração anual do programa, intitulada "Best. 20 Years. Ever.", iria ocorrer entre 14 de janeiro de 2009 a 14 de janeiro de 2010. Vários concursos estão sendo feitos, incluindo "Unleash Your Yellow", no qual os participantes devem fazer um pôster para o programa, e "Best. Couch Gag. Ever.", no qual os fãs devem criar suas próprias aberturas.
Como parte das celebrações, o episódio "In the Name of the Grandfather", no qual a família Simpson visita a Irlanda, estreou primeiramente na emissora Sky1 no Reino Unido e na Irlanda em 17 de março de 2009. Foi o primeiro episódio da história do programa a ser exibido primeiro na Europa e depois nos Estados Unidos. O episódio estreou nos Estados Unidos em 22 de março.

## Recepção

### Prêmios
Episódios da vigésima temporada de The Simpsons receberam cinco indicações aos 61os Prêmios Emmy, a serem entregues em 12 de setembro de 2009. "Gone Maggie Gone" foi indicado para Melhor Programa de Animação (de Menos de Uma Hora) e Melhor Composição Musical para uma Série. Dan Castellaneta ganhou um Emmy de Melhor Atuação de Voz no episódio "Father Knows Worst", enquanto Hank Azaria e Harry Shearer foram indicados ao prêmio de Melhor Atuação de Voz pelos episódios "Eeny Teeny Maya, Moe" e "The Burns and the Bees", respectivamente. Os vencedores foram anunciados em 12 de setembro de 2009..

### Audiência
A vigésima temporada de The Simpsons foi o 77o programa de televisão mais assistido nos Estados Unidos na temporada 2008-2009, de acordo com o instituto Nielsen. Cada episódio foi visto por uma média de 7,12 milhões de telespectadores. A retransmissão da temporada, exibida de maio a setembro de 2009, foi o 113o programa mais assistido nos EUA no período. O episódio mais visto da temporada foi "Treehouse of Horror XIX", com audiência de quase 13 milhões de telespectadores. O episódio menos assistido foi "Four Great Women and a Manicure", que teve uma audiência de pouco mais de 5 milhões de telespectadores, se tornando o episódio menos assistido de toda a temporada.

## Episódios
| No | Título original                         | Direção           | Roteiro                          | Data de exibição original | Código de produção |
| --- | --------------------------------------- | ----------------- | -------------------------------- | ------------------------- | ------------------ |
| 421–1 | "Sexo, Espiões e Caças Idiotas"         | Lance Kramer      | Kevin Curran                     | 28 de setembro de 2008    | KABF17             |
| Após servir uma sentença na cadeia por uma briga num desfile do Dia de São Patrício, Homer vira um caçador de recompensas ao lado de Flanders, que se irrita com o tratamento dado por ele aos condenados que têm que capturar. Enquanto isso, um irlandês dá um emprego a Marge em sua padaria, que mais tarde ela descobre ser fabricante de bolos sexualmente sugestivos. Participação especial: Julia Louis-Dreyfus, Robert Forster e Joe Mantegna. |                                         |                   |                                  |                           |                    |
| 422–2 | "Bart Perdido"                          | Raymond S. Persi  | John Frink                       | 5 de outubro de 2008      | KABF15             |
| Enquanto trabalha em um clube de campo a fim de poder comprar um telefone celular, Bart acha o telefone do ator Denis Leary e o pega para si. Ele usa o aparelho para dar trotes em bares de todo o mundo, até que Marge descobre de quem é o telefone e entra em contato com Leary. O ator sugere a Marge que ela deixe Bart ficar com o telefone, mas que coloque um rastreador nele. Participação especial: Denis Leary e Brian Grazer. |                                         |                   |                                  |                           |                    |
| 423–3 | "Dois garotos na maior fria"            | Michael Polcino   | Bill Odenkirk                    | 19 de outubro de 2008     | KABF14             |
| Bart conhece Simon Woosterfield, seu sósia e membro da família mais rica de Springfield, e os dois decidem trocar de lugar. Simon se ajusta facilmente ao papel de Bart na casa dos Simpsons, enquanto Bart descobre que os irmãos de Simon estão tramando matá-lo para ficar com sua parte da herança. Participação especial: Joe Montana. |                                         |                   |                                  |                           |                    |
| 424–4 | "Treehouse of Horror XIX"               | Bob Anderson      | Matt Warburton                   | 2 de novembro de 2008     | KABF16             |
| Introdução: Homer tenta votar em Barack Obama para presidente, mas a urna eletrônica registra seu voto para John McCain. Untitled Robot Parody: Nesta paródia leve de Transformers, Lisa ganha de presente um carro da Malibu Stacy que se transforma em um robô predestinado a destruir a humanidade. How to Get Ahead in Dead-Vertising: Homer é contratado como assassino de celebridades (matando famosos como George Clooney, Prince e Neil Armstrong) por dois publicitários que querem usar suas faces em propagandas de produtos que jamais patrocinariam. It's the Grand Pumpkin, Milhouse: Nesta paródia de It's the Great Pumpkin, Charlie Brown, Milhouse invoca a Grande Abóbora, que acaba decidindo promover uma matança após descobrir o que os humanos fazem com as abóboras no Halloween. |                                         |                   |                                  |                           |                    |
| 425–5 | "Curvas Perigosas"                      | Matthew Faughnan  | Billy Kimball Ian Maxtone-Graham | 9 de novembro de 2008     | KABF18             |
| No mais recente flashback de The Simpsons, Homer e Marge se lembram de quando eram namorados e conheceram os então recém-casados Ned e Maude Flanders, que tentaram evitar que eles fizessem sexo antes do casamento. Também se recordam de quando quase traíram um ao outro. Participação especial: Maurice LaMarche. |                                         |                   |                                  |                           |                    |
| 426–6 | "Homer e Lisa trocam Palavras Cruzadas" | Nancy Kruse       | Tim Long                         | 16 de novembro de 2008    | KABF19             |
| Lisa fica obcecada com palavras cruzadas e decide entrar em uma competição, onde Homer decide apostar contra ela para recuperar o dinheiro que perdeu quando fechou seu negócio de rompimento de namoros. Participação especial: Will Shortz, Merl Reagle e Scott Thompson. |                                         |                   |                                  |                           |                    |
| 427–7 | "Meus MyPods e Cabos de Vassoura"       | Steven Dean Moore | Marc Wilmore                     | 30 de novembro de 2008    | KABF20             |
| Bart vira amigo de um garoto muçulmano, mas Homer, influenciado pelo seriado 24 Horas e por seus amigos do bar, teme que a família do garoto seja terrorista. Enquanto isso, Lisa compra um "MyPod" e fica viciada em baixar canções no aparelho. Participação especial: Shohreh Aghdashloo. |                                         |                   |                                  |                           |                    |
| 428–8 | "Queimaduras e Abelhas"                 | Mark Kirkland     | Stephanie Gillis                 | 7 de dezembro de 2008     | KABF21             |
| Após ganahr o time de basquete "Austin Celtics" em uma aposta no jogo de pôquer, o Sr. Burns constrói um novo estádio em Springfield no mesmo local onde Lisa decidiu criar abelhas. Participação especial: Mark Cuban, Jeff Bezos e Marv Albert. |                                         |                   |                                  |                           |                    |
| 429–9 | "Lisa, a rainha do Romance"             | Matthew Nastuk    | Brian Kelley                     | 25 de janeiro de 2009     | KABF22             |
| Lisa conhece uma garota chamada Juilet e a ajuda a escrever histórias sobre um mundo da fantasia chamado Equalia, mas o tempo passado com a garota (e a história) começa a afetar o senso de realidade de Lisa. Participação especial: Emily Blunt e Fall Out Boy. |                                         |                   |                                  |                           |                    |
| 430–10 | "Tire minha vida, por favor"            | Steven Dean Moore | Don Payne                        | 15 de fevereiro de 2009   | LABF01             |
| Após Vance, desafeto de Homer no ensino médio, entrar para o Hall da Fama de Springfield, Homer começar a indagar o que poderia ter sido de sua vida caso tivesse sido eleito presidente do conselho estudantil ao invés de Vance. Após descobrir que o diretor da escola fraudou a eleição para favorecer seu rival, Homer fica deprimido. Num restaurante italiano, um cozinheiro misterioso mostra a Homer o que seria de sua vida caso tivesse sido eleito. Nota: Este foi o primeiro episódio a ser exibido em HD. |                                         |                   |                                  |                           |                    |
| 431–11 | "Como o teste foi Vencido"              | Lance Kramer      | Michael Price                    | 1 de março de 2009        | LABF02             |
| Bart obtém a maior nota no simulado de um teste que irá definir o repasse de verbas à escola, fazendo Lisa questionar sua própria inteligência. Bart ganha uma viagem, que na verdade acaba sendo um plano elaborado para levar os alunos com as piores notas para longe da escola. Enquanto isso, Homer esquece de postar o pagamento de seu seguro, devendo manter a casa dos Simpsons livre de acidentes até as 15 horas, quando o pagamento for efetuado. |                                         |                   |                                  |                           |                    |
| 432–12 | "Sem Empréstimo de novo, Naturalmente"  | Mark Kirkland     | Jeff Westbrook                   | 8 de março de 2009        | LABF03             |
| Homer pega um empréstimo no banco, colocando como garantia a casa dos Simpsons, para fazer sua extravagante festa de Carnaval, mas as taxas do empréstimo disparam e os Simpsons são obrigados a vender sua casa, que acaba sendo comprada por Ned Flanders, que vira o senhorio da família. Participação especial: Maurice LaMarche. |                                         |                   |                                  |                           |                    |
| 433–13 | "O Desaparecimento de Maggie"           | Chris Clements    | Billy Kimball Ian Maxtone-Graham | 15 de março de 2009       | LABF04             |
| Quando Homer deixa Maggie na porta de um convento católico, desencadeia uma série de eventos, desvendados por Lisa, semelhantes a DaVinci Code, mas envolvendo a busca por uma joia rara. Enquanto isso, Homer tem que fingir para Marge, que ficou parcialmente cega após olhar diretamente para um eclipse, que Maggie e Lisa ainda estão em casa. Participação especial: Ed Begley, Jr. |                                         |                   |                                  |                           |                    |
| 434–14 | "Em nome do Avô"                        | Ralph Sosa        | Matt Marshall                    | 22 de março de 2009       | LABF11             |
| Após neglegenciar o pai num evento no asilo, Homer decide se desculpar com o Vovô Simpson levando-o para um pub na Irlanda que este frequentava enquanto jovem, apenas para descobrir que os pubs não são mais populares no país. Participação especial: Colm Meaney, Glen Hansard e Markéta Irglová. |                                         |                   |                                  |                           |                    |
| 435–15 | "Casamento para Desastre"               | Chuck Sheetz      | Joel H. Cohen                    | 29 de março de 2009       | LABF05             |
| Quando Homer e Marge descobrem que seu casamento não possuiu valor legal, decidem se casar de novo em uma cerimônia luxuosa. Após o misterioso desaparecimento de Homer minutos antes de subir no altar, Bart e Lisa buscam por pistas e acreditam que Sideshow Bob sequestrou o pai deles. Enquanto isso, Homer está trancado em uma sala escura onde é forçado a lamber um pirulito feito de molho picante para escapar. Participação especial: Kelsey Grammer. |                                         |                   |                                  |                           |                    |
| 436–16 | "Moe e Maya Pequeninos"                 | Nancy Kruse       | John Frink                       | 5 de abril de 2009        | LABF06             |
| Mais uma vez Moe busca o amor e se apaixona por uma mulher chamada Maya, que conheceu na internet. Entretanto, quando Moe encontra Maya cara a cara, ele descobre que ela tem apenas um metro de altura. Enquanto isso, Homer coloca Maggie num playground dominado por bebês hostis que praticam bullying contra ela. |                                         |                   |                                  |                           |                    |
| 437–17 | "O Bom, o Triste e a Drogada"           | Rob Oliver        | Marc Wilmore                     | 19 de abril de 2009       | LABF07             |
| Milhouse acaba sendo responsabilizado sozinho por uma travessura que fez com Bart na escola. A amizade entre os dois acaba ficando tensa quando Bart se apaixona por uma bondosa garota chamada Jenny e se esquece de visitar Milhouse no castigo. Enquanto isso, Lisa fica desesperada ao descobrir na internet que no futuro Springfield será um árido terreno baldio e é diagnosticada com um forte medicamento antidepressivo que a transforma num zumbi pouco esperto. Participação especial: Anne Hathaway. |                                         |                   |                                  |                           |                    |
| 438–18 | "Papai sabe nada"                       | Matthew Nastuk    | Rob LaZebnik                     | 26 de abril de 2009       | LABF08             |
| Marge descobre uma sauna no porão da casa dos Simpsons e se desliga do mundo exterior. Enquanto isso, Homer vira um pai superprotetor após um encontro com outros pais na escola de Bart e Lisa. Ele decide ajudar Bart com suas notas baixas e Lisa com sua impopularidade. |                                         |                   |                                  |                           |                    |
| 439–19 | "Waverly Hills 9021-D'oh"               | Michael Polcino   | J. Stewart Burns                 | 3 de maio de 2009         | LABF10             |
| Após a Escola Primária de Springfield receber o título de "pior escola da América", os Simpsons se mudam para Waverly Hills. Enquanto Bart se ajusta bem à nova escola, ele inicia um rumor de que Lisa é amiga de "Alaska Nebraska", uma cantora pop semelhante a Hannah Montana. Enquanto isso, Homer aluga um apartamento para si mesmo e finge ser um solteirão. Participação especial: Elliot Page e Maurice LaMarche. |                                         |                   |                                  |                           |                    |
| 440–20 | "Quatro Grandes Mulheres e um Manicure" | Raymond S. Persi  | Valentina L. Garza               | 10 de maio de 2009        | LABF09             |
| Em um salão de beleza, Marge e Lisa discutem se as mulheres podem ser inteligentes, bonitas e poderosas de uma vez só, o que leva a mais um episódio antológico de The Simpsons, recontando quatro histórias de mulheres tetando sobreviver num mundo dominado por homens: Selma vive Elizabeth I da Inglaterra, Lisa vive uma Branca de Neve numa versão que tenta não violar direitos autorais, Marge incentiva Homer a ser um grande ator Shakespeareano numa versão moderna de MacBeth e Maggie (interpretada por Jodie Foster) luta contra o conformismo numa paródia de O Manancial de Ayn Rand. Participação especial: Jodie Foster. |                                         |                   |                                  |                           |                    |
| 441–21 | "Coming to Homerica"                    | Steven Dean Moore | Brendan Hay                      | 17 de maio de 2009        | LABF12             |
| Os cidadãos de Ogdenville invadem Springfield em busca de emprego após a economia local afundar (graças aos hambúrgueres vegetarianos de Krusty), mas quando a cultura norueguesa dos odgenvilianos começa a incomodar os habitantes de Springfield, o prefeito Quimby decide contratar um grupo de vigilantes para controlar a fronteira municipal. |                                         |                   |                                  |                           |                    |

## Lançamento em DVD
Apesar das temporadas 17 a 19 ainda não terem sido lançadas em DVD, a vigésima temporada de The Simpsons foi lançada no formato em 12 de janeiro de 2010 na Região 1 (América do Norte) e em 20 de janeiro de 2010 na Região 4 (América Latina e Oceania). A capa do DVD traz a sombra de Homer enforcando Bart. Os menus foram desenhados a mão pelo próprio Matt Groening. A embalagem é quase idêntica ao das décima primeira e décima segunda temporadas. Ao contrário do resto da coleção de The Simpsons em DVD, esta temporada não traz comentários do elenco e da equipe técnica sobre os episódios.
| A Vigésima Temporada Completa                                                                            | | | |
| Detalhes                                                                                                 | Detalhes                                                                                                 | Detalhes                                                                                                 | Conteúdo especial                                                                                               |
| - 21 episódios - 4-discos - Proporção de tela 16:9 - Idiomas: - Inglês (Dolby Digital 5.1, com legendas) | - 21 episódios - 4-discos - Proporção de tela 16:9 - Idiomas: - Inglês (Dolby Digital 5.1, com legendas) | - 21 episódios - 4-discos - Proporção de tela 16:9 - Idiomas: - Inglês (Dolby Digital 5.1, com legendas) | - Menus desenhados a mão por Matt Groening - Prévia de The Simpsons 20th Anniversary Special de Morgan Spurlock |
| Datas de lançamento                                                                                      | | | - Menus desenhados a mão por Matt Groening - Prévia de The Simpsons 20th Anniversary Special de Morgan Spurlock |
| Região 1                                                                                                 | Região 2                                                                                                 | Região 4                                                                                                 | - Menus desenhados a mão por Matt Groening - Prévia de The Simpsons 20th Anniversary Special de Morgan Spurlock |
| 12 de janeiro de 2010                                                                                    | - | 20 de janeiro de 2010                                                                                    | - Menus desenhados a mão por Matt Groening - Prévia de The Simpsons 20th Anniversary Special de Morgan Spurlock |